# Anatoli Nedbailo
Anatoli Konstantínovich Nedbailo (en ucraniano: Анатолій Костянтинович Недбайло, romanizado: Anatoly Kostyantynovich Nedbaylo; Izium, Unión Soviética, 28 de enero de 1923 - Kiev, Ucrania, 13 de mayo de 2008) fue un aviador militar soviético que combatió en la Segunda Guerra Mundial en la Fuerza Aérea Soviética (75.º Regimiento de Aviación de Asalto de la Guardia de la 1.ª División de Aviación de Asalto de la Guardia del 1.er Ejército Aéreo del Tercer Frente Bielorruso). En el curso de dicho conflicto recibió dos veces el título de Héroe de la Unión Soviética.

## Biografía

### Infancia y juventud
Anatoli Nedbailo nació el 28 de enero de 1928, en el seno de una familia de campesinos ucranianos en la localidad de Izium en la gobernación de Járkov en la Unión Soviética (actualmente situada en el óblast de Járkov en Ucrania). Después de terminar nueve grados en la escuela local en 1940, se entrenó en el club de vuelo de Kramatorsk, donde se graduó en 1941. En mayo de ese mismo año ingresó en el Ejército Rojo, y en febrero de 1943 completó sus estudios en la Escuela de Pilotos de Aviación Militar de Voroshilovgrado.

### Segunda Guerra Mundial
En marzo de 1943, después de graduarse, llegó al frente de combate, donde fue asignado al 505.° Regimiento de Aviación de Asalto, que pronto fue honrado con la designación honorífica de Guardias y rebautizado como 75.° Regimiento de Aviación de Asalto de la Guardia el 18 de marzo de 1943. Durante una misión el 6 de septiembre de 1943, derribó un bombardero en picado alemán Ju-87 sobre el raión de Vasilivka (Ucrania).
A partir de 1944, realizó misiones con Antón Maliuk como artillero-operador de radio. Volaron aproximadamente 100 salidas de combate juntos, y en dos ocasiones distintas fueron derribados. El 5 de febrero de 1944, mientras regresaban de atacar un objetivo sobre Nikópol con mal tiempo, colisionaron en el aire con otro avión, dejando a Nedbailo gravemente herido. Maliuk y los soldados de infantería locales ayudaron a sacar al piloto inconsciente de la cabina destrozada. Los aviadores que pilotaban el avión contra el que habían colisionado, I.A.Okhtin y T.A.Tsvirkunov, murieron en el accidente. Con la mano izquierda fracturada fue enviado a un hospital, pero en menos de dos meses volvió a volar. Después de que Maliuk sufriera una lesión grave en la cabeza en una misión con otro piloto, Nedbailo comenzó a volar con Dmitri Matveev como artillero.
El 26 de junio dirigió con éxito una misión que resultó en la destrucción de varios trenes del Eje en Orsha-Tolochin y Vítebsk. Durante otra misión, derribó un FW-190 sobre Vilkaviškis. Durante una misión en el otoño de 1944, sintió dolor en el pecho, cuando aterrizó en el aeródromo designado después de completar la misión, descubrió que había sido alcanzado por fuego enemigo; sobrevivió porque la bala había golpeado las cerraduras de la correa del paracaídas y se aplanó antes de alcanzarlo.
Por realizar un total de 130 misiones de combate, recibió su primer título de Héroe de la Unión Soviética el 19 de abril de 1945, y volvió a recibir el título el 29 de junio de 1945 después de efectuar un total de 219 misiones.
Durante la guerra, se vio obligado a realizar un aterrizaje de panza. En otra ocasión, después de que su avión sufriera graves daños por el fuego antiaéreo enemigo, regresó a su base aérea sin la mitad de la cola de su avión y fue derribado tres veces. Originalmente era un piloto de bajo rango en su regimiento, pero fue capaz de ascender de rango hasta el puesto de comandante de vuelo y, finalmente, comandante de escuadrón.
En total, durante la guerra, realizó 220 misiones de combate, siempre a los mandos de un avión de ataque a tierra Ilyushin Il-2, durante dichas misiones llevó a cabo bombardeos y ataques de asalto contra efectivos y equipos de combate enemigos, fue derribado tres veces y en varias ocasiones regresó a su base con su avión gravemente dañado.

### Posguerra
Después del final de la guerra, continuó al mando de un escuadrón aéreo del 75.º Regimiento de Aviación de Asalto de la Guardia y participó en el Desfile de la Victoria de Moscú. En 1951 se graduó en la Academia de la Fuerza Aérea de Mónino (actual Academia de la Fuerza Aérea Gagarin). Desde entonces hasta diciembre de 1953 fue subdirector de la Escuela de Vuelo de Oficiales Superiores. Luego se convirtió en profesor de entrenamiento de combate en la academia de Mónino, y en noviembre de 1956 asumió el puesto de jefe de Estado Mayor de un regimiento de aviación. En diciembre de 1957 fue puesto a cargo del departamento de táctica e historia militar en la Escuela Superior de Mando Militar de Járkov, puesto en el que permaneció hasta octubre de 1960 cuando fue trasladado al departamento de historia militar de la Escuela de Ingeniería de la instalación. En 1962 fue designado como subdirector de la Escuela Superior de Ingeniería de Mando de Kazán. A partir de 1964,  formó parte del cuerpo docente de la Escuela Superior de Mando Militar de Riga. Fue superintendente adjunto de la Academia Superior de Ingeniería de la Fuerza Aérea de Kiev desde 1968 hasta su retiro en 1983.
Fue ascendido al rango de teniente coronel en 1949 y coronel en 1954 antes de convertirse en mayor general de aviación en 1970. El 19 de noviembre de 2004, fue ascendido honoríficamente al rango de teniente general.
Después de abandonar el servicio activo, estableció su residencia en Kiev donde murió el 18 de mayo de 2008 y fue enterrado en el cementerio de Baikove

## Condecoraciones

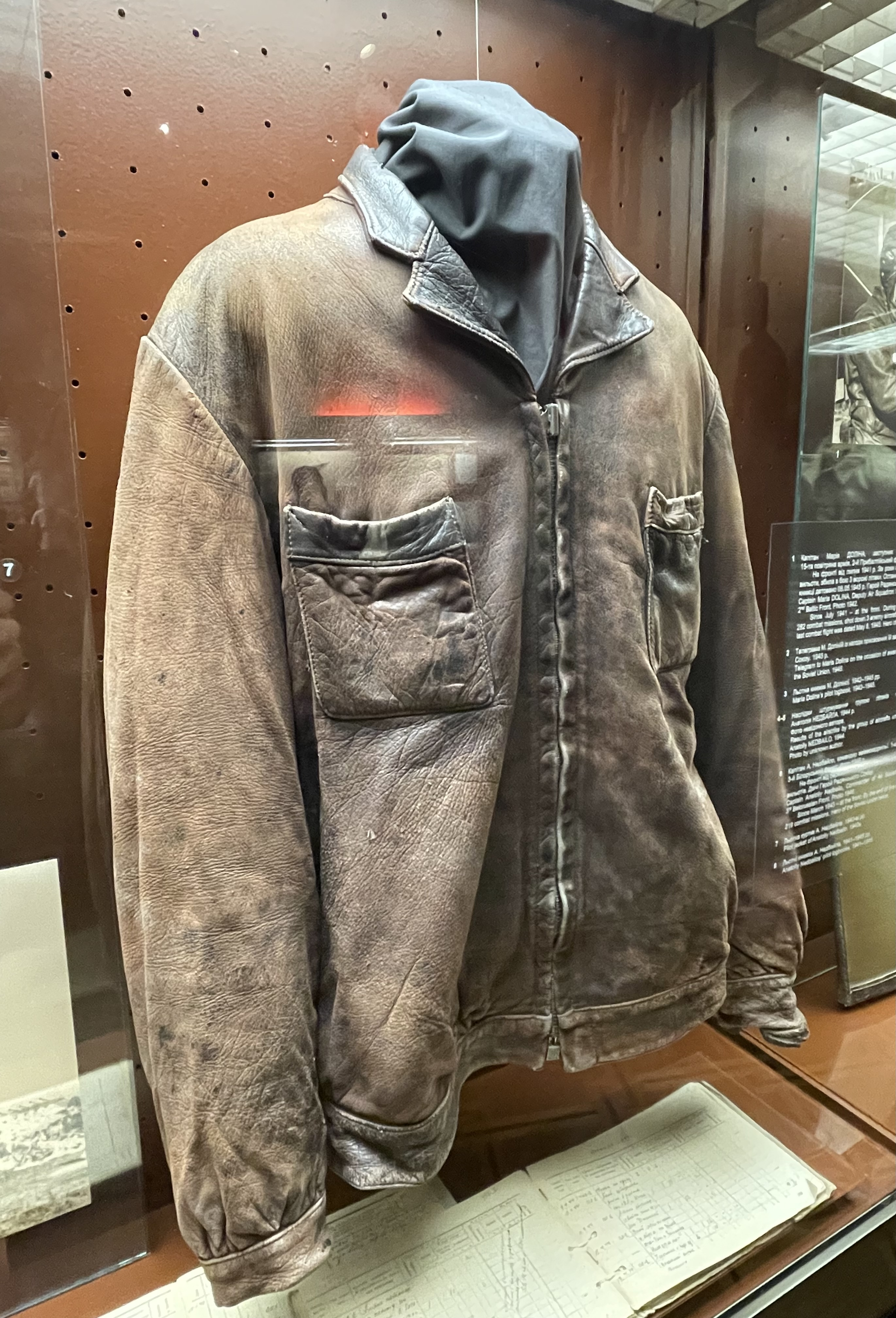
La chaqueta de vuelo de Anatoli Nedbailo actualmente conservada en el Museo Nacional de Historia de Ucrania en la Segunda Guerra Mundial en Kiev

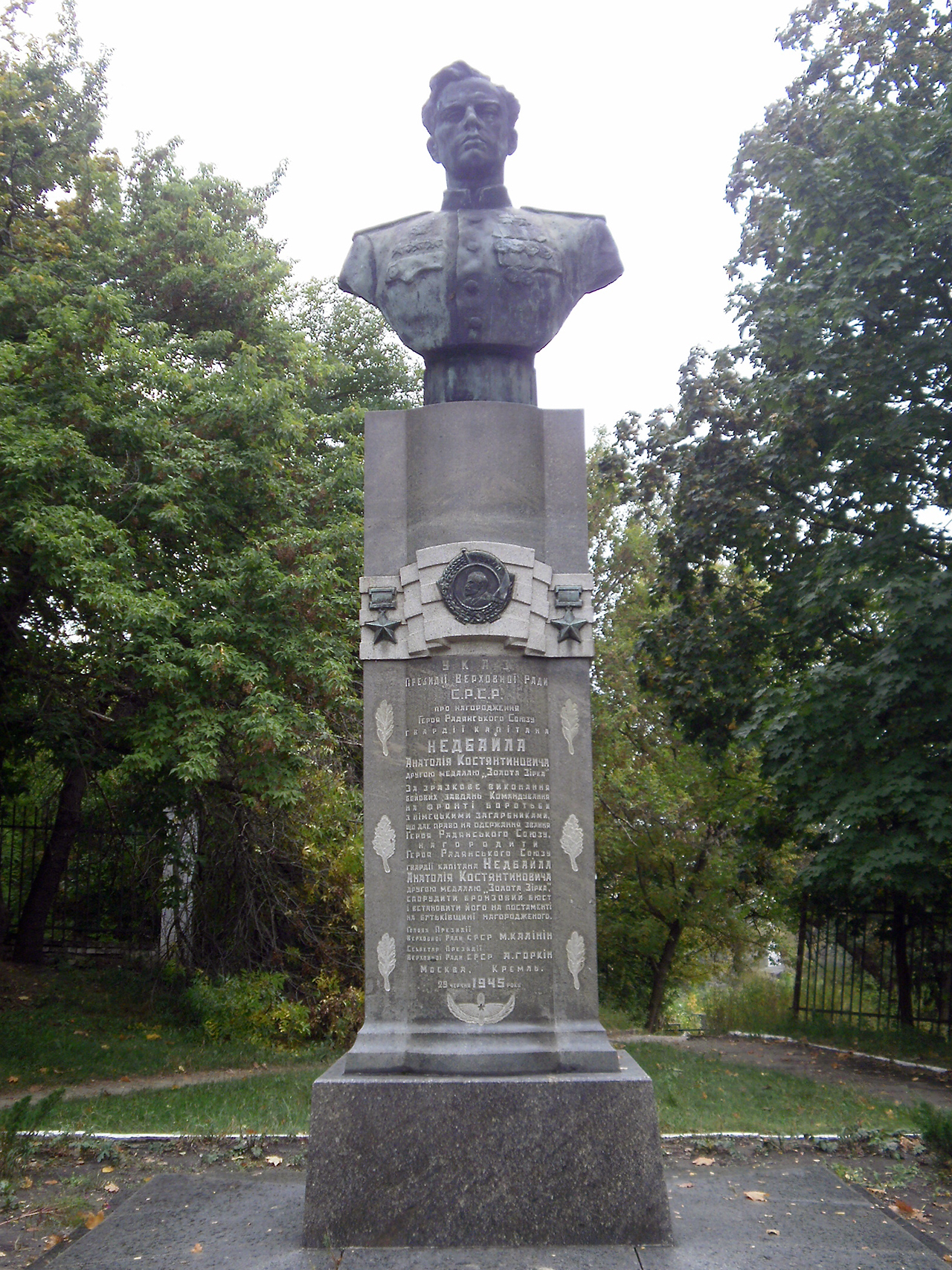
Busto en bronce de Anatoli Nedbailo en Izium (Ucrania)

A lo largo de su vida militar, Anatoli Nedbailo recibió las siguientes condecoraciones
Unión Soviética
- Héroe de la Unión Soviética, dos veces (19 de abril de 1945 y 29 de junio de 1945)
- Orden de Lenin (19 de abril de 1945)
- Orden de la Bandera Roja, tres veces (31 de octubre de 1943, 7 de enero de 1944 y 29 de enero de 1945)
- Orden de Alejandro Nevski (18 de septiembre de 1944)
- Orden de la Guerra Patria de 1.er grado, tres veces (15 de agosto de 1944, 19 de abril de 1945 y 11 de marzo de 1985)
- Orden de la Guerra Patria de 2.do grado  (3 de mayo de 1944)
- Orden de la Estrella Roja, dos veces (23 de julio de 1943 y 16 de febrero de 1982)
- Orden del Servicio a la Patria en las Fuerzas Armadas de la URSS de 3.er grado (30 de abril de 1975)
- Medalla por el Servicio de Combate (19 de noviembre de 1951)
- Medalla Conmemorativa por el Centenario del Natalicio de Lenin
- Medalla por la Victoria sobre Alemania en la Gran Guerra Patria 1941-1945
- Medalla Conmemorativa del 20.º Aniversario de la Victoria en la Gran Guerra Patria de 1941-1945
- Medalla Conmemorativa del 30.º Aniversario de la Victoria en la Gran Guerra Patria de 1941-1945
- Medalla Conmemorativa del 40.º Aniversario de la Victoria en la Gran Guerra Patria de 1941-1945
- Medalla Conmemorativa del 50.º Aniversario de la Victoria en la Gran Guerra Patria de 1941-1945
- Medalla Conmemorativa del 60.º Aniversario de la Victoria en la Gran Guerra Patria de 1941-1945
- Medalla Conmemorativa del 65.º Aniversario de la Victoria en la Gran Guerra Patria de 1941-1945
- Medalla por la Conquista de Königsberg
- Medalla al Trabajador Veterano
- Medalla del 30.º Aniversario de las Fuerzas Armadas de la URSS
- Medalla del 40.º Aniversario de las Fuerzas Armadas de la URSS
- Medalla del 50.º Aniversario de las Fuerzas Armadas de la URSS
- Medalla del 60.º Aniversario de las Fuerzas Armadas de la URSS
- Medalla del 70.º Aniversario de las Fuerzas Armadas de la URSS
- Medalla Conmemorativa del 1500.º Aniversario de Kiev
- Medalla por Servicio Impecable de 1.er y 2.do grado

Ucrania
- Orden de Bohdán Jmelnitski (3.er grado - 7 de mayo de 1995; 2.do grado - 5 de mayo de 1999; 1.er grado - 14 de octubre de 1999)